# Petsjory
Petsjory (Russisch: Печоры; Estisch: Petseri) is een stad in de Russische oblast Pskov. Het aantal inwoners ligt rond de 10.000, onder wie een paar honderd etnische Esten. Petsjory is tevens het centrum van het gelijknamige bestuurlijke rayon. De stad ligt ten zuidwesten van het Meer van Pskov, ongeveer 30 kilometer ten westen van Pskov en luttele kilometers van de grens met Estland.
De stad werd als posad in de 16e eeuw gesticht vlak bij een beroemd klooster. Al snel werd het een belangrijke handelsstad. Gedurende het bewind van Ivan IV werd Petsjory een belangrijk verdedigingsbolwerk. De stad werd vele malen aangevallen door Ruslands vijanden. In 1581, tegelijkertijd met de belegering van Pskov, werd de stad geplunderd door troepen van Stefan Batory. In 1592, 1611, 1615, 1630 en van 1655 tot 1657 werd Petsjory weer belaagd.
Na het uitbreken van de Grote Noordse Oorlog versterkten de Russen de fortificaties. Boris Sjeremetev begon hier in 1701 zijn veldtocht. Daarna volgden twee eeuwen van betrekkelijke rust. In 1918 kreeg het de status van stad. De stad was het grootste deel van 1918 bezet door de Duitsers. Tijdens de Estische Onafhankelijkheidsoorlog werd Petsjory door Estse troepen ingenomen op 29 maart 1919. Als uitvloeisel van de vrede van Tartu vielen Petsjory en haar omgeving toe aan Estland. De stad werd hoofdstad van de Estische provincie Petserimaa.
Deze situatie bleef iets meer dan 20 jaar voortbestaan, totdat de Duitsers de stad in augustus 1941 veroverden. In augustus 1944, toen de Duitsers zich aan het terugtrekken waren, werd de stad bezet door de Sovjets. Op 16 januari 1945 werd het grootste deel van de provincie Petserimaa, inclusief Petchory, bij de oblast Pskov in de Russische Socialistische Federatieve Sovjetrepubliek gevoegd. De stad hoort sindsdien bij Rusland.

## Spoorwegknooppunt
In Petsjory komen drie spoorlijnen samen: de lijnen Petsjory-Pskov, Petsjory-Valga en Petsjory-Tartu. De lijnen Petsjory-Pskov en Petsjory-Valga maakten vroeger deel uit van een verbinding tussen Pskov en Riga, die in 1889 gereedkwam. De lijn Petsjory-Tartu is in 1931 aangelegd door het onafhankelijke Estland, toen Petsjory nog Estisch was.
Toen Estland in 1991 zijn onafhankelijkheid had hersteld, ging het feit dat de spoorlijnen Tartu-Petsjory en Valga-Petsjory op Russisch grondgebied samenkwamen belemmerend werken op vooral het vervoer van goederen binnen Estland. In 2011 kwam bij het dorpje Koidula, aan de Russische grens op 2 km van Petsjory, een nieuw stukje spoor met een nieuw station gereed. De spoorlijnen kwamen nu vóór de grens in plaats van na de grens samen.
Er is overigens geen reizigersverkeer meer tussen Koidula en Petsjory; Koidula is aan Estische kant het eindpunt. Aan de Russische kant rijden de treinen uit Pskov ook niet verder dan Petsjory. Wel is er grensoverschrijdend goederenvervoer.
Bestuurlijk centrum: Pskov 

Dno · Gdov · Nevel ·Novorzjev · Novosokolniki · Opotsjka · Ostrov · Petsjory · Porchov · Poestosjka · Pytalovo · Sebezj · Velikieje Loeki